# Бесс (марка)
Бесс — марка, якою в середні віки користувалися чеканники золота, ділиться на 24 подвійні секстули, які нині називають грецьким словом «кератіон». Подвійна секстула (карат) ділиться на 4 напівсекстули, які називаються гранами; кожна напівсекстула (гран) — на 3 четверні сілікви.
Марка (бесса), якою важили срібло, ділиться двояким чином: або марка ділиться на 12 частин, з яких кожна важить 5 драхм і 1 скрупул, така маса була відома також під назвою гульденгрош, його, в свою чергу, ділять на 24 четверні сілікви, які називаються г р е н х е н.
Або марка ділиться на 16 напівунцій, які називають лотами, а лот, в свою чергу ділиться на 18 четверні сілікв, або гранул (гренхен), або марка ділиться на ті ж 16 напівунцій (лотів), з яких кожна, в свою чергу, ділиться на 4 драхми, а кожна драхма — на 4 пфеніга.